# Охово (Брестская область)
Охо́во (бел. Ахова) — агрогородок в Пинском районе Брестской области Беларуси. Административный центр Оховского сельсовета. Население — 460 человек (2019).

## География
Охово находится в 15 км к северо-западу от центра Пинска. Местные дороги связывают населённый пункт с автодорогами М10 и Р6, а также с ближайшими деревнями; ещё одна дорога ведёт в сторону села Достоево. Местность принадлежит к бассейну Днепра, южнее Охово протекает небольшая река Меречанка, приток Ясельды.

## Этимология
Название агрогородка носит единичный характер и его происхождение точно не установлено. Возможно происхождение от слова «хаваць» (белор. «прятать») или от личного имени.

## История
Поселение очень старое, первое упоминание относится к 1495 году. В XVI веке упоминается как село, принадлежащее настоятелю пинского францисканского монастыря.
Со времени территориально-административной реформы середины XVI века в Великом княжестве Литовском Охово входило в состав Пинского повета Берестейского воеводства.
В 1758 году из дерева построена униатская церковь, в 1786 году после пожара перестроена в латинский католический храм, использовавшийся францисканцами, которым принадлежало село вплоть до XIX века.
После второго раздела Речи Посполитой (1793) в составе Российской империи деревня входила в состав Пинского уезда. В 1864 году церковь передана православным и перестроена как православная Крестовоздвиженская церковь.
Согласно Рижскому мирному договору (1921) деревня вошла в состав межвоенной Польши, Крестовоздвиженская церковь вновь отошла к католикам. С 1939 года в составе БССР, после Великой Отечественной войны церковь опять передана православным.

## Культура
- Дом культуры
- Музей ГУО "Оховская средняя школа"

## Достопримечательности
- Православная Крестовоздвиженская церковь[7] —  Историко-культурная ценность Республики Беларусь, шифр 112Г000550. Первоначальная постройка XVIII века, перестроена в 1864 году. Памятник деревянной архитектуры с элементами барокко. В интерьере церкви сохранился деревянный резной алтарь XVIII века[8]. Церковь включена в Государственный список историко-культурных ценностей Республики Беларусь[9].
- Деревянная часовня постройки 1990-х годов.
- Каплица (1990-е гг.)

### Памятник, скульптура
- Памятник землякам, погибшим в Великую Отечественную войну. В 1969 году установлен обелиск[8][10].

### Памятник природы, заказник
- Святой родник — памятник природы[11]. Деревянная каплица над источником.

## Галерея

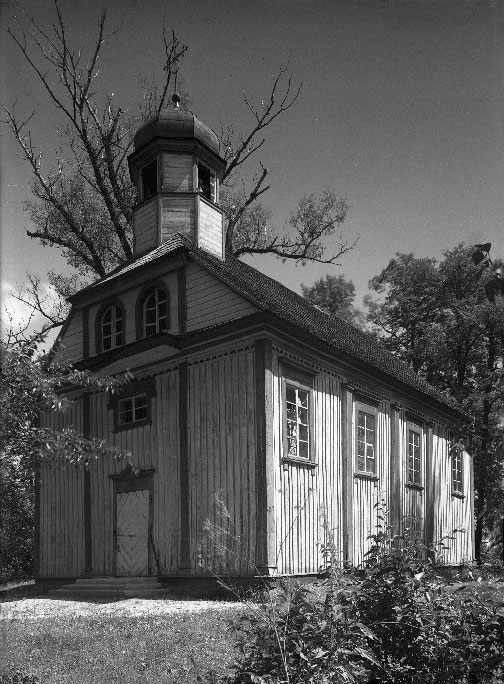
Крестовоздвиженская церковь
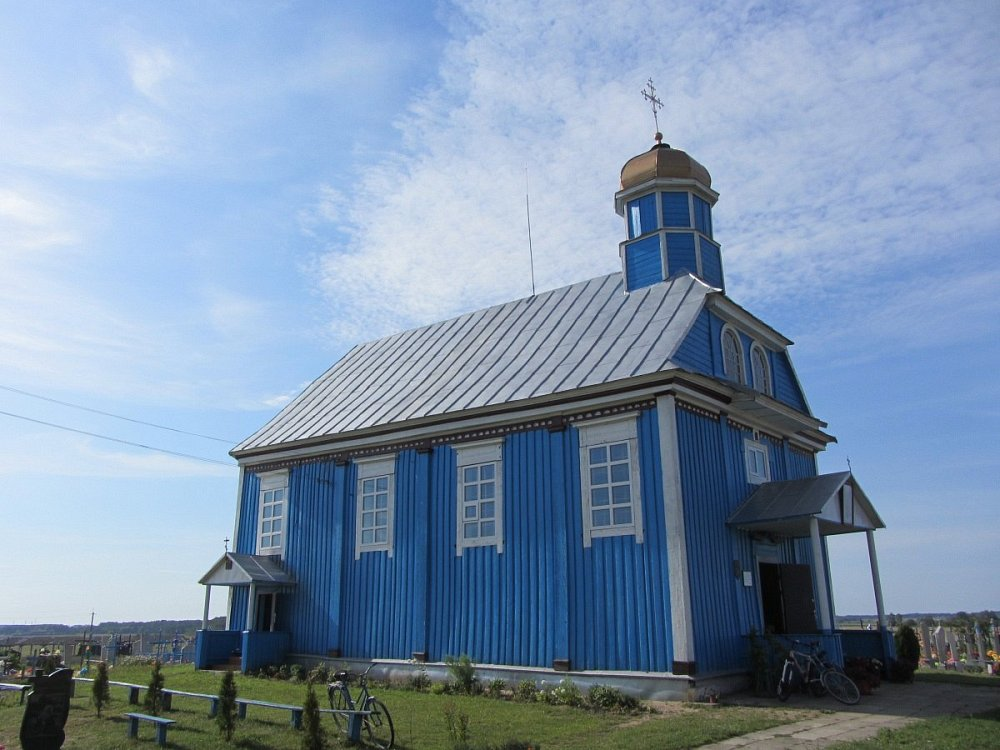
Крестовоздвиженская церковь
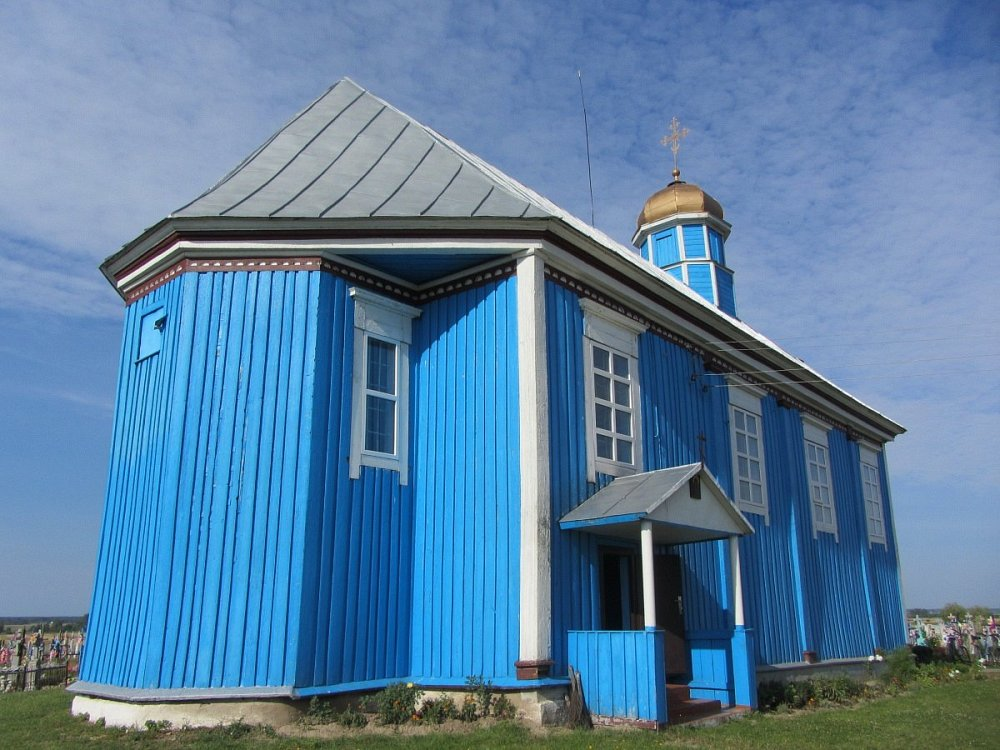
Крестовоздвиженская церковь